# Naturbahnrodel-Weltmeisterschaft 1986
Die 5. FIL-Naturbahnrodel-Weltmeisterschaft fand vom 22. bis 23. Februar 1986 in Fénis-Aosta in Italien statt.

## Einsitzer Herren
| Platz | Name                   | Zeit        |
| ----- | ---------------------- | ----------- |
| 01    | Gerhard Pilz           | 4:52,60 min |
| 02    | Damiano Lugon          | + 1,04 s    |
| 03    | Harald Steinhauser     | + 1,21 s    |
| 04    | Ernst Oberhammer       | ?           |
| 05    | Giuseppe Cerise        | ?           |
| 06    | Otto Bachmann          | ?           |
| 07    | Manfred Danklmaier     | ?           |
| 08    | Willi Danklmaier       | ?           |
| 09    | Roland Trattnig        | ?           |
| 10    | Andre Bohan            | ?           |
| 11    | Corrado Herin          | ?           |
| 12    | Matthäus Hofer         | ?           |
| 13    | Nils Peter Gill        | ?           |
| 14    | Krzysztof Niewiadomski | ?           |
| 15    | Drago Česen            | ?           |
| 16    | Paweł Goryl            | ?           |
| 17    | Norbert Parusel        | ?           |
| 18    | Trond Ramstad          | ?           |
| 19    | Håkon Sandvik          | ?           |
| 20    | Marko Meglič           | ?           |
| 21    | Ryszard Chmielewski    | ?           |
| 22    | Mirko Klinar           | ?           |
| 23    | Marjan Meglič          | ?           |
| 24    | Philippe Keck          | ?           |
| 25    | Teodor Kalisnik        | ?           |
| 26    | Håkon Fjeld Hansen     | ?           |
| 27    | Robert Nagele          | ?           |
| 28    | Stephan Melliger       | ?           |
| 29    | Dariusz Niewiadomski   | ?           |
| 30    | Ireneusz Mendelewski   | ?           |
| 31    | Anton Berwanger        | ?           |
| 32    | Albin Donzel           | ?           |
| 33    | Richard Way            | ?           |
| 34    | Yves De Bernardis      | ?           |
| 35    | Josef Beschta          | ?           |
| 36    | Manfred Bruckmeier     | ?           |
| 37    | Michel De Bernardis    | ?           |
| 38    | Hans Noll              | ?           |
| 39    | Lars Ake Sandström     | ?           |
| 40    | Hubert Müller          | ?           |
| 41    | Stephane Keck          | ?           |
| 42    | Vili Rakovec           | ?           |
| 43    | Patrick Svensson       | ?           |
| 44    | Michel Vaulry          | ?           |
| 45    | Alois Reichl           | ?           |
| 46    | Michael Törnquist      | ?           |
| 47    | Lars-Erik Mickos       | ?           |
| 48    | Ben Heijmeijer         | ?           |
| 49    | Hans Wackerlin         | ?           |
| --    | Robin Kristenssen      | DNF         |
| --    | Keith Whitman          | DNF         |
| --    | Bonus Balážik          | DNF         |
| --    | Hannes Theurl          | DNF         |
| --    | Siegfried Sele         | DNF         |
| --    | Edi Beck               | DNF         |

Gerhard Pilz wurde Weltmeister im Einsitzer und gewann damit die einzige Medaille für Österreich bei dieser WM, alle anderen gingen an das Gastgeberland Italien. Die Silbermedaille gewann Damiano Lugon, der schon 1979 und 1980 zwei Silbermedaillen im Einsitzer gewonnen hatte und 1979 Weltmeister im Doppelsitzer war. Der drittplatzierte Harald Steinhauser gewann seine erste Medaille bei Großereignissen.

## Einsitzer Damen
| Platz | Name                 | Zeit |
| ----- | -------------------- | ---- |
| 01    | Irmgard Lanthaler    | ?    |
| 02    | Delia Vaudan         | ?    |
| 03    | Helga Pichler        | ?    |
| 04    | Irene Koch           | ?    |
| 05    | Paula Peintner       | ?    |
| 06    | Hilde Fuchs          | ?    |
| 07    | Sonja Leitner        | ?    |
| 08    | Ursula Nöhmeier      | ?    |
| 09    | Małgorzata Konior    | ?    |
| 10    | Małgorzata Jędrzejko | ?    |
| 11    | Eva Dietrich         | ?    |
| 12    | Silvia Tschachler    | ?    |
| 13    | Monika Lewanskowski  | ?    |
| 14    | Małgorzata Bittel    | ?    |
| 15    | Marie Bigert         | ?    |
| 16    | Natalie Broisat      | ?    |
| 17    | Pia Jacobsson        | ?    |
| 18    | Florence Perraudin   | ?    |
| 19    | Venera Miranowa      | ?    |
| 20    | Sandrine Pequignet   | ?    |
| 21    | Marta Tomková        | ?    |
| 22    | Anna Christiansen    | ?    |
| 23    | Nikolina Dimitrowa   | ?    |

Irmgard Lanthaler, die vor zwei Jahren bereits die Bronzemedaille gewonnen hatte, wurde Weltmeisterin im Einsitzer. Silber gewann die amtierende Europameisterin und dreifache Weltmeisterin Delia Vaudan. Die drittplatzierte Helga Pichler gewann mit Bronze ihre einzige WM-Medaille.

## Doppelsitzer
| Platz | Name                                        | Zeit |
| ----- | ------------------------------------------- | ---- |
| 1     | Almir Betemps – Corrado Herin               | ?    |
| 2     | Andreas Jud – Ernst Oberhammer              | ?    |
| 3     | Arnold Lunger – Günther Steinhauser         | ?    |
| 4     | Roland Trattnig – Harald Rabitsch           | ?    |
| 5     | Matthäus Hofer – Gerhard Hirzegger          | ?    |
| 6     | Arthur Gatt – August Strickner              | ?    |
| 7     | Paweł Goryl – Ryszard Chmielewski           | ?    |
| 8     | Dariusz Niewiadomski – Ireneusz Mendelewski | ?    |
| 9     | Philippe Keck – Michel De Bernardis         | ?    |
| --    | Anton Berwanger – Manfred Bruckmeier        | DNF  |
| --    | Yves De Bernardis – Stephane Keck           | DNF  |

Almir Betemps und Corrado Herin gewannen ihren ersten Weltmeistertitel im Doppelsitzer. Im Vorjahr waren sie Zweite bei der Europameisterschaft gewesen. Die Sieger der letzten beiden Weltmeisterschaften, Andreas Jud und Ernst Oberhammer, gewannen die Silbermedaille. Dritte wurden Arnold Lunger und Günther Steinhauser.

## Medaillenspiegel
| Platz | Land       | Gold | Silber | Bronze | Gesamt |
| ----- | ---------- | ---- | ------ | ------ | ------ |
| 1.    | Italien    | 2    | 3      | 3      | 8      |
| 2.    | Österreich | 1    | —      | —      | 1      |